# Mukim
Mukim é uma subdivisão de daerah (distritos) em Brunei ou na Malásia. Normalmente o nome do mukim é determinado a partir da cidade mais importante.